# Dakwah
Dakwah ist eine islamische Strömung und organisierte Erweckungsbewegung, die Ende der 1960er Jahre in Malaysia entstand. 
Die Bewegung Dakwah verbreitete sich unter jungen und gut ausgebildeten Malaien während ethnischer Auseinandersetzungen im Mai 1969. Dakwah bedeutet ursprünglich, eine "Einladung auszusprechen" und bezieht sich auf die islamische Mission (Da'wa). Sie begann zunächst als moderate Form in Malaysia zur Suche nach Identität und als Herausforderung der Regierung, die zunächst vom Angkatan Belia Islam Malaysia (Islamische Jugendbewegung in Malaysia) angeführt wurde und ihre Ursprünge an der Universität Malaya hatte. 
In der Mitte der 1970er Jahre nahm die Bewegung radikalere Formen an, nachdem viele Studenten aus Großbritannien nach Malaysia zurückkehrten, die Kontakt zu saudischen, ägyptischen und pakistanischen Kommilitonen hatten. Ende der 1970er Jahre beherrschte Dakwah die Hochschulen des Landes dermaßen, dass die Regierung Gegenmaßnahmen ergriff. 
In den 1990er Jahren ging die Bewegung etwas unter, doch während des wirtschaftlichen Fortschritts und des damit vergrößerten Selbstbewusstseins der malaiischen Bevölkerung trat sie wieder hervor und stellt erneut eine Herausforderung für die Regierung dar. Manche Gruppen propagieren die Errichtung einer Art Islamischer Staat.